# Маккарі

42°45′47″ пн. ш. 140°48′13″ сх. д. / 42.76306° пн. ш. 140.80361° сх. д.
Макка́рі (яп. 真狩村, まっかりむら, МФА: [mak̚.kaɾi muɾa]) — село в Японії, в повіті Абута округу Сірібесі префектури Хоккайдо. Станом на 1 жовтня 2008 року площа села становила 114,43 км². Станом на 31 березня 2017 населення села становило 2077 осіб.